# پیتر رمزباتم
پیتر رمزباتم (انگلیسی: Peter Ramsbotham; ۸ اکتبر ۱۹۱۹ – ۹ آوریل ۲۰۱۰) سیاست‌مدار اهل بریتانیا بود. او بین سال‌های ۱۳۵۰ تا ۱۳۵۲ خورشیدی سفیر بریتانیا در ایران بود.